# 内里
内里（法語：Néry，法語發音：[neʁi]）是法国瓦兹省的一个市镇，属于桑利斯区。

## 地理
内里（49°16'53"N, 2°46'42"E）面积16.34 平方千米，位于法国上法蘭西大區瓦兹省，该省份为法国北部内陆省份，北起索姆省，西接厄尔省和滨海塞纳省，南至塞纳-马恩省和瓦兹河谷省，东临埃纳省。
与内里接壤的市镇（或旧市镇、城区）包括：桑蒂讷、特吕米利、贝蒂西圣马丹、贝蒂西圣皮埃尔、拉赖、罗克蒙、吕利、圣瓦斯特德隆蒙。

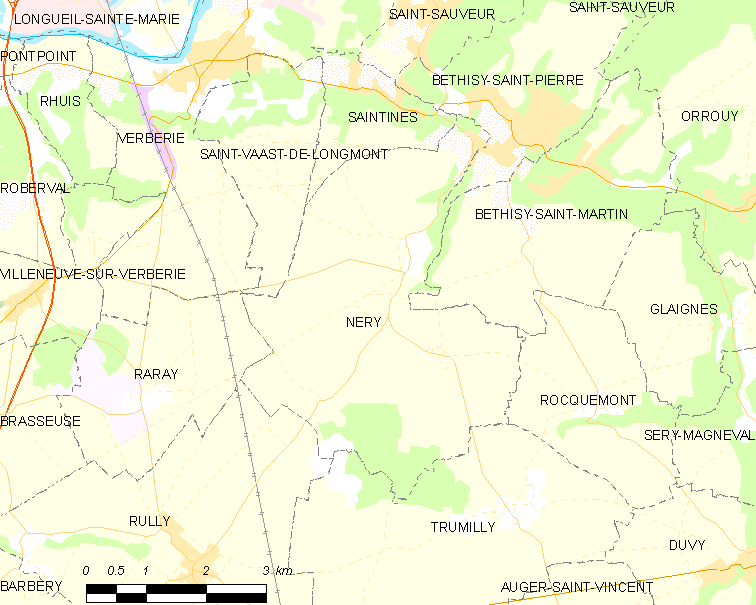
内里的OSM定位图

内里的时区为UTC+01:00、UTC+02:00（夏令时）。

## 行政
内里的邮政编码为60320，INSEE市镇编码为60447。

## 政治
内里所属的省级选区为瓦卢瓦地区克雷皮县。

## 人口

1962-2008年间内里人口变化图示

内里于2022年1月1日时的人口数量为646人。